# Chatyrka
Chatyrka (ros. Хатырка) – wieś w Rosji, w Czukockim Okręgu Autonomicznym, w rejonie anadyrskim. W 2010 liczyła 377 mieszkańców.